# Lastninska pravica
Lastninska pravica je pravica imeti stvar v oblasti, jo uporabljati in uživati na najobsežnejši dovoljen način in z njo razpolagati. Lastnina je osrednja pravica ustavnega prava, temeljna človekova pravica in za stvarno pravo temeljna oblastna pravica na stvari.  

## Vsebina pravice
Lastninska pravica je sestavljena iz lastniške posesti, uporabe (ali zlorabe) stvari, uživanja koristi in pridobivanje plodov, ki jih daje stvar in razpolaganjem s stvarjo (odtujitev ali omejitev lastninske pravice). Lastninske pravice ni moč pridobiti pod pogojem, niti je ni moč omejiti z rokom. Način, kako je lahko njen konec pogojen ali pod rokom od določenega trenutka dalje določa zakon - priposestvovanje.

## Pridobitev lastnine
Poznamo:
- izvirna pridobitev lastninske pravice - originarna, tj. nastanek ne glede na voljo prejšnjega upravičenca
- izvedena pridobitev lastninske pravice - derivativna, tj. po volji prejšnjega upravičenca

## Varstvo lastnine
Poleg varstva, ki ga omogoča sama posest, so lastniku na voljo 3 lastninske tožbe:
- vrnitvena tožba - (actio rei vindicatio)
- vrnitveni zahtevek domnevnega lastnika - (actio Publiciana)
- zahtevek iz zaščite pred vznemirjanjem - (actio negatoria)

## Omejitev lastninske pravice
Lastninska pravica je ustavnopravno omejena s svojo funkcijo v družbi in le tako lahko lastninsko pravico omejuje zakon.
Lastnik pa lahko sam omeji po svoji volji lastninsko pravico za vsak namen dopusten namen, a omejitev ima pravne posledice le v obligaciji, da bo opustil ravnanje, ki bi ga kot lastnik lahko storil v dobro sopogodbenika ali tretje osebe.

## Način voljne omejitve
Lastnik lahko omeji razpolaganje s stvarjo z dogovorom o:
- prepovedi razpolaganja oz. prepovedi odtujitve in obremenitve - kršitev ima odškodninske posledice.
- dogovoru o odkupni pravici - lastnik se s pravnim poslom zaveže, da bo drugi pogodbeni stranki pod dogovorjenimi pogoji na njeno zahtevo prodal stvar. Odkupna pravica je osebna in neprenosljiva pravica.

Dogovora sta obligacijske narave in lahko pridobita učinek erga omnes le z vpisom v zemljiško knjigo. Odkupna pravica ima tako učinek napram tretjim osebam, vknjižva prepovedi razpolaganja celo razveljavi prepovedane posle.
Lastnikova sklenitev najemne pogodbe in etažne pogodbe ima učinke erga omnes tudi za pravne naslednike lastninske pravice na stvari, četudi se ne zapisujeta v zemljiško knjigo.

## Lastninska pravica več oseb na isti stvari
Ker ima stvar le eno pravico, lahko to pravico vrši več udeležencev.

## Solastnina
je primarni lastninski odnos več oseb na isti stvari. Pomeni, da ima več oseb  solastninsko pravico na nerazdeljeni stvari, pri čemer ima vsak izmed solastnikov na nerazdeljeni stvari idealni delež (pars pro diviso). Idealni delež ni nujno zunanje razpoznaven, izrazi pa se z ulomkom ali procentom. Če deleži niso določeni, velja da so deleži enaki.
Solastnina nastane s pravnim poslom, dedovanjem in sodno odločbo.
- Pravice in dolžnosti
  - Solastniki so dolžni kriti bremena stvari v sorazmerju z idealnimi deleži.
  - Solastniki so upravičeni da v skladu s svojim deležem izvršujejo posest, stvar uporabljajo in uživajo njene plodove ter sodelujejo pri odločanju glede upravljanja stvari. Pri poslih rednega upravljanja odločajo z navadno večino po idealnih deležih. Ob nujnih poslih lahko zainteresirani lastnik kljub glasovanju ostalih solastnikov zahteva nadomestno odločanje sodišča. Posli, ki presegajo redno upravljanje, ne omogočajo nadomestnega odločanja sodišča.
  - Razpolaganje s celotno stvarjo zahteva soglasje vseh lastnikov. Razpolaganje z idealnim deležem je prosto in ima le obligacijskopravne posledice. Zakonita predkupna pravica obstaja pri razpolaganju z idealnim deležem na nepremičnini.

- Delitev
  - Solastnik lahko ob vsakem času zahteva delitev stvari. Poznamo več načinom delitve, vse delitve se prvotno opravijo sporazumno. Delitev drugače opravi sodišče.
  - Sodišče ima moč odložiti delitev ob zainteresiranem solastniku, ob enakem pogoju lahko stvar dodeli enemu od solastnikov, ki je dolžan v določenem roku izplačati ostale od vrednosti, kot jo oceni sodišče. Solastniki jamčijo za napake na stvari tistemu, ki dobi stvar. Solastniki imajo do pridobitve izkupička od idealnega deleža tudi zakonito zastavno pravico, pravico imajo tudi stvar pridržati do izplačila.
    - naravna (fizična) delitev - vsak izmed solastnikov pridobi v naravi tisti del stvari, za katerega se izkaže upravičen interes.
    - civilna delitev - sekundarna naravni delitvi (ta ni možna oz. bi povzročila preveliko škodo stvari) - Stvar se proda in izkupiček razdeli med solastnike po idealnih deležih.

## Skupna lastnina
je oblika lastnine več oseb na isti stvari, pri kateri deleži posameznik skupnih lastnikov niso vnaprej določeni, so pa določljivi. Skupna lastnina nastane le v tako določeni družbi in po zakonu določenih primerih.
- Pravice in dolžnosti
  - O upravljanju se odloča soglasno, za obveznosti iz skupne stvari se odgovarja solidarno.
  - Samostojno razpolaganje s skupno lastnino je možno le ob dobroverni tretji osebi, ki niti ne sme vedeti, da je stvar skupna lastnine, niti, da se razpolaga z njo brez soglasja ostalih skupnih lastnikov.
- Delitev
  - se opravi podobno kot pri solastnini. Upnik, ki zahteva delitev skupne lastnine, lahko poseže le na delež svojega dolžnika.

## Prenehanje lastnine
Lastninska pravica preneha, 
- če jo pridobi na isti stvari kdo drug,
- lastnik premičnino opusti, torej nedvomno izrazi voljo, da je ne želi imeti več v lasti,
- če je stvar uničena (ostane last na ruševini)
- drugi primeri

- stvarno pravo
- ustavno pravo
- pravo